# Сливка, Викинтас
Ви́кинтас Сливка́ (лит. Vykintas Slivka; 29 апреля 1995, Паневежис, Литва) — литовский футболист, полузащитник клуба «Саган Тосу» и сборной Литвы.

## Биография

### Клубная карьера
Воспитанник литовского клуба «Экранас». Летом 2012 года, будучи игроком молодёжной команды, был отдан в годичную аренду туринскому «Ювентусу», по окончании которой, подписал с чёрно-белыми полноценный контракт. В системе «Ювентуса» Сливка находился до 2017 года, однако так и не сыграл за основную команду ни одного матча, проведя большую часть времени в аренде. Впервые был отдан в аренду в 2014 году в клуб Серии Б «Модена», но за полгода в команде ни разу не появился на поле. Зимой 2015 года на правах аренды перешёл в словенский клуб «Горица». 28 февраля 2015 года дебютировал в чемпионате Словении, отыграв весь матч против «Марибора». Всего отыграл за «Горицу» 12 матчей. Летом 2015 года был отдан в аренду на два года в клуб второй лиги Нидерландов «Ден Босх». Зимой 2017 на правах аренды перешёл в «Асколи», за который провёл 6 матчей в Серии Б. Летом того же года покинул «Ювентус» и подписал контракт с шотландским клубом «Хиберниан».

### Карьера в сборной
За основную сборную Литвы дебютировал 5 июня 2015 года в товарищеском матче со сборной Венгрии, в котором вышел на замену на 58-й минуте вместо Гратаса Сигредаса.
| Гол | Дата             | Соперник          | Счет | Результат | Турнир                    |
| --- | ---------------- | ----------------- | ---- | --------- | ------------------------- |
| 1.  | 4 сентября 2016  | Словения          | 2:0  | 2:2       | Квалификация — ЧМ 2018    |
| 2.  | 5 октября 2017   | Мальта            | 1:1  | 1:1       | Квалификация — ЧМ 2018    |
| 2.  | 22 сентября 2022 | Фарерские острова | 1:1  | 1:1       | Лига наций УЕФА 2022/2023 |